# The Damned United (film)
Pour le roman, voir The Damned Utd.
Pour plus de détails, voir Fiche technique et Distribution.
The Damned United (Damnée United au Québec) est un film britannique réalisé par Tom Hooper et sorti en 2009. Le film a été écrit par Peter Morgan d'après un roman de David Peace.

## Synopsis
En 1974, le flamboyant et opiniâtre Brian Clough prend la tête de Leeds United, une équipe de football réputée pour sa brutalité qu'il n'aime pas beaucoup. Or, privé de son assistant, haï des joueurs et confronté à plusieurs revers et défaites, il démissionne après seulement 44 jours en poste.

## Fiche technique
- Titre : The Damned United
- Titre québécois : Damnée United
- Réalisation : Tom Hooper
- Scénario : Peter Morgan d'après le roman de David Peace
- Musique : Rob Lane
- Photographie : Ben Smithard
- Montage : Melanie Oliver
- Production : Andy Harries
- Société de production : Columbia Pictures, BBC Films, Screen Yorkshire et Left Bank Pictures
- Société de distribution : Sony Pictures Releasing (France)
- Pays d'origine :  Royaume-Uni
- Genre : Biopic et drame
- Durée : 98 minutes
- Date de sortie :
  -  Royaume-Uni : 27 mars 2009
  -  France : 18 novembre 2009

## Distribution
- Michael Sheen (VF : Éric Legrand) : Brian Clough
- Timothy Spall (VF : Michel Papineschi) : Peter Taylor
- Colm Meaney (VF : Gilbert Lévy) : Don Revie
- Jim Broadbent : Sam Longson, le président de Derby County
- Stephen Graham : Billy Bremner
- Peter McDonald : Johnny Giles
- Mark Cameron : Norman Hunter
- Oliver Stokes : Nigel Clough (fils de Brian)
- Ryan Day : Simon Clough (fils de Brian)
- Frank Skillin : Nigel Clough (plus jeune)
- Dylan Van Hoof : Simon Clough (plus jeune)
- Henry Goodman : Manny Cussins, le président de Leeds United
- David Roper : Sam Bolton
- Jimmy Reddington : Keith Archer
- Mark Bazeley : Austin Mitchell
- Maurice Roëves : Jimmy Gordon
- Ralph Ineson : le journaliste